# 286 Iclea
Iclea (asteroide 286) é um asteroide da cintura principal com um diâmetro de 94,3 quilómetros, a 3,082649 UA. Possui uma excentricidade de 0,0348656 e um período orbital de 2 084,96 dias (5,71 anos).
Iclea tem uma velocidade orbital média de 16,66574053 km/s e uma inclinação de 17,87753º.
Esse asteroide foi descoberto em 3 de Agosto de 1889 por Johann Palisa.